# Routerboard

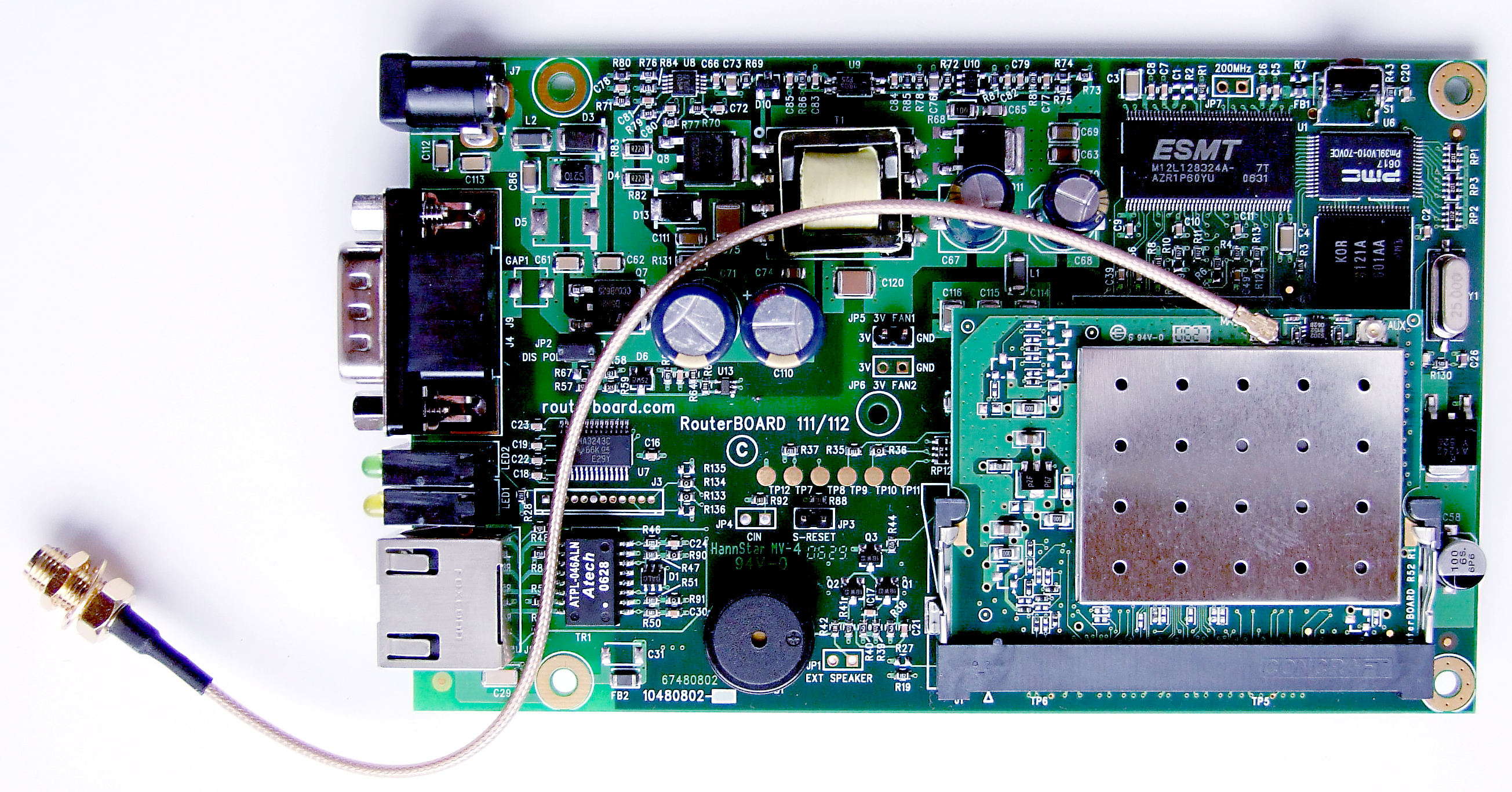
RouterBoard 112 con pigtail U.FL-RSMA y tarjeta inalámbrica miniPCI R52

Routerboard es el nombre de una gama de productos de la empresa letona MikroTik. Son placas base pensadas para construir routers. Suelen tener varios slots de expansión miniPCI para conectar tarjetas inalámbricas, puertos ethernet y USB. Algunos modelos más avanzados cuentan incluso con slots miniPCI-E para conectar tarjetas 3G. Por defecto, vienen con un sistema operativo propio de la compañía, llamado RouterOS, pero se puede cambiar reprogramando la memoria flash interna a través del puerto serie.
Muchas comunidades inalámbricas optan por esta opción a la hora de crear  nodos, pues son mucho más personalizables que los que se pueden comprar normalmente y se pueden ahorrar gastos en función de las necesidades que se tengan.
Además, suelen tener incorporada la tecnología Power over Ethernet haciendo que sea posible alimentar el futuro router a través de un cable LAN RJ-45 estándar y eliminando así el uso de un alimentador de corriente convencional.
Aparte de la routerboard, para construir un router se necesitan al menos una tarjeta inalámbrica conectada en uno de los slots, una antena conectada a la tarjeta inalámbrica a través de un pigtail, una fuente de alimentación (con o sin PoE integrado según el modelo de routerboard) y una caja que lo proteja. Es también conveniente incluir otros tipos de protecciones si se va a dejar por ejemplo en la azotea de un edificio durante un tiempo indeterminado.